# Sigmatomera amazonica
Sigmatomera amazonica är en tvåvingeart som beskrevs av John Obadiah Westwood 1881. Sigmatomera amazonica ingår i släktet Sigmatomera och familjen småharkrankar. Inga underarter finns listade i Catalogue of Life.